# Necip Fazıl Kısakürek
Ahmet Necip Fāzıl Kısakürek (26 de mayo de 1904 - 25 de mayo de 1983), también conocido por sus iniciales, NFK fue un poeta, novelista, dramaturgo e ideólogo islamista turco. Fue un crítico del marxismo y el capitalismo. El filósofo francés, Henri Bergson se convirtió en su maestro.

## Biografía
Nació en 1904, según cuenta él mismo, en una gran mansión en Çemberlitaş (Fatih), en una de las calles que descendían hacia el vecindario de Sultanahmet. Su padre era Abdülbaki Fazıl Bey, quien ocupó varios puestos, entre ellos juez adjunto en Bursa, fiscal público en Gebze (Provincia de Kocaeli) y, finalmente, juez en Kadıköy. Su madre era una emigrante de Creta. Fue criado en la mansión Çemberlitaş de su abuelo paterno Kısakürekzade Mehmet Hilmi Efendi de Maraş; fue nombrado en honor a su bisabuelo Ahmet Necib, así como a su padre, Fazil.
Estudió en muchas escuelas durante su educación primaria, incluyendo la Escuela de Francés en Gedikpaşa, el Robert College de Estambul y la Escuela Naval, donde recibió cursos religiosos de Ahmed Hamdi de Akseki y cursos de ciencia de Yahya Kemal; pero fue influenciado por Ibrahim Aşkî, a quien definió como un entendido "en áreas profundas y privadas de muchas ciencias internas y externas desde literatura y la filosofía hasta las matemáticas y la física", y quien le proporcionó su primer contacto con el sufismo. "Después de completar las clases de combate y de aspirante" de la Escuela Naval, Kısakürek ingresó al Departamento de Filosofía de Darülfünûn en 1921, del cual se graduó 3 años después. Uno de sus mejores amigos en filosofía fue Hasan Ali Yücel.
Estudió en París durante un año (1924-1925) gracias a una beca proporcionada por el Ministerio de Educación Nacional, hasta que fue cancelada. Después de regresar a casa, trabajó en el Banco Holland, Osmanlı e İş de 1926 a 1939, y en los siguientes 3 años dio conferencias en la Facultad de Lingüística, de Historia, de Geografía, en el Conservatorio Estatal en Ankara y en la Academia de Bellas Artes de Estambul. Habiendo establecido una relación con la prensa en su juventud, Kısakürek dejó el servicio civil para ganarse la vida a partir de la escritura y las revistas.
La vida de Necip Fazıl dio un giro cuando conoció a Abdülhakim Arvasi, un jeque de la orden Sufi, Naqshbandi, en 1934. Se convirtió en uno de sus más notables discípulos hasta la muerte del jeque en 1943.
Necip Fazıl recibió el Primer Premio del Concurso de Obras C.H.P. en 1947 con su obra Sabır Taşı (Piedra de la Paciencia). Fue además galardonado con los títulos de "Gran Regalo Cultural" por el Ministerio de Cultura (25 de mayo de 1980) y "El Mejor Poeta Vivo de Turquía" por la Fundación de Literatura Turca en el 75 aniversario de su nacimiento.
Murió el 25 de mayo de 1983 en su casa en Erenköy, después de una enfermedad que "duró mucho pero no afectó su actividad intelectual y escritura" y fue enterrado en el panteón de la cresta de Eyüp en el Cementerio de Eyüp después un ceremonial funeral.

## Ideología
Adoptando sus ideas antisemitas de Europa, Kısakürek consideró a los judíos como el elemento corruptor dentro de la civilización occidental, y los describió como los originadores del marxismo y el capitalismo. Los consideró responsables de los antiguos conflictos entre musulmanes y el declive del Imperio Otomano. Las publicaciones de Kısakürek incluyen la traducción turca de Los protocolos de los sabios de Sion y elogios para El judío internacional de Henry Ford, así como un programa político en el que escribió: "El principal de estos engañosos e insidiosos elementos a limpiar son los Dönmehs y los judíos".
Kısakürek abogó por reemplazar la noción de kemalista secular de nacionalismo por una islamista. Dentro del islamismo turco, él representó el concepto de "islamización desde arriba" a través de la captura del gobierno.
Desde fines de la década de 1970, Kısakürek ha sido un ícono para los islamistas turcos. Muchos grupos beligerantes del Partido de la Justicia y el Desarrollo (AKP) se han inspirado en su retórica, incluyendo al actual presidente de Turquía, Recep Tayyip Erdoğan, quien conoció a Kısakürek cuando aún era estudiante y asistió a su funeral al comienzo de su carrera política.

## Carrera literaria
En sus propias palabras, habiendo "aprendido a leer y escribir por su abuelo a edades muy tempranas", se volvió "loco por la lectura", leyendo "a escritores de la clase baja en francés". Su poesía, asegura, "comenzó a los doce años"; cuenta como visitando a su madre en el hospital, esta le dijo lo mucho que deseaba que él fuera poeta, y agrega: "El deseo de mi madre se apareció ante mí como algo que alimenté en mi interior pero de lo que no estaba consciente hasta los doce. El motivo de la existencia misma. Decidí para mis adentros con los ojos sobre la nieve cayendo en la ventana de la habitación del hospital y el viento aullando: ¡seré un poeta! Y me volví".
El primer poema publicado de Necip es "Kitabe", luego incluido en su libro Örümcek Ağı (Telaraña) con el título "Bir Mezar Taşı" (Una lápida); también fue publicado en el Yeni Mecmua (Nueva Revista) del 1 de julio de 1923. En 1939, sus poemas y artículos fueron apareciendo en revistas como Yeni Mecmua, Milhi Mecmua, Anadolu, Hayat y Varlık, y el periódico Cumhuriyet.
Después de irse de París y regresar a casa en 1925, Necip se quedó en Ankara intermitentemente. En su tercera visita, publicó una revista llamada Ağaç, el 14 de marzo de 1936, cuyos escritores incluyeron a Ahmet Hamdi Tanpinar, Ahmet Kutsi Tecer y Mustafa Şekip Tunç, quienes decidieron seguir una línea espiritualista e idealista en contra de las ideas materialistas y marxistas apoyadas por escritores como Burhan Belge, Vedat Nedim Tör, Şevket Süreyya Aydemir y İsmail Husrev Tökin de la revista Kadro, propiedad de Yakup Kadri, y que influyó grandemente a los intelectuales de la época. Kısakürek más tarde se transfirió a la revista Ağaç (Árbol), publicada durante seis volúmenes en Ankara para Estambul; sin embargo, al no poder establecer una base sólida de lectores, la revista fue clausurada en el volumen 17. Comenzó entonces la revista Büyük Doğu (Gran Oriente) en 1943, con publicaciones intermintentes. En 1978, fue procesado por sus controvertidos artículos y publicaciones y la revista fue obligada a cesar. Necip también publicó una revista de humor político llamada Borazan (Corneta), con apenas tres publicaciones.